# Hjoggbölefors
Hjoggbölefors is een plaats in de gemeente Skellefteå in het landschap Västerbotten en de provincie Västerbottens län in Zweden. De plaats heeft 68 inwoners (2005) en een oppervlakte van 11 hectare. Het meer Hjoggböleträsket en de rivier de Bureälven liggen/lopen net ten oosten van het dorp.

## Verkeer en vervoer
Bij de plaats loopt de Länsväg 364.